# Грабушић
Грабушић је насељено мјесто у Лици, у општини Удбина, Личко-сењска жупанија, Република Хрватска.

## Географија
Грабушић је удаљен око 21 км сјеверно од Удбине, а од Коренице око 10 км јужно.

## Историја
Грабушић се од распада Југославије до августа 1995. године налазио у Републици Српској Крајини. До територијалне реорганизације у Хрватској насеље се налазило у саставу бивше велике општине Кореница.

## Становништво
Према попису из 1991. године, насеље Грабушић је имало 126 становника, од којих је било 124 Срба и 1 Југословен. Према попису становништва из 2001. године, Грабушић је имао 88 становника. Грабушић је према попису из 2011. године имао 66 становника.
| Националност       | 1991. | 1981. | 1971. | 1961. |
| Срби               | 124   | 145   | 182   | 251   |
| Југословени        | 1     | 2     |       |       |
| Хрвати             |       |       | 2     | 3     |
| остали и непознато | 1     |       |       |       |
| Укупно             | 126   | 147   | 184   | 254   |

| Демографија | Демографија | Демографија |
| Година      | Становника  | Становника  |
| ----------- | ----------- | ----------- |
| 1961.       | 254         |             |
| 1971.       | 184         |             |
| 1981.       | 147         |             |
| 1991.       | 126         |             |
| 2001.       | 88          |             |
| 2011.       |             | 66          |